# Ken Skupski
Ken Skupski (Liverpool, 9 de Abril de 2003) é um tenista profissional britânico. Já faturou dois titulos de duplas do ATP Tour e seu melhor ranking na modalidade foi de nº 50, no fim de 2009.

## Honras
- 2009 ATP de Metz, França  com Colin Fleming
- 2009 ATP de São Petersburgo, Rússia con Colin Fleming